# Henry Clay Branson
Henry Clay Branson (* 30. Dezember 1904 in Battle Creek, Calhoun County, Michigan; † 12. November 1981 in Ann Arbor, Washtenaw County, Michigan) war ein US-amerikanischer Schriftsteller und Bibliothekar. 

## Leben
Zwischen 1924 und 1926 studierte Branson an der Princeton University. Im Anschluss daran ging er für drei Jahre nach Paris und lebte dort auf den „Spuren“ von Philo Vance, einer erfundenen Protagonisten des Schriftstellers S. S. Van Dine. Als Branson 1929 in die Vereinigten Staaten zurückkehrte, ließ er sich in Detroit nieder und besuchte dort die University of Michigan. 
Später ging er nach Ann Arbor (Michigan) und heiratete dort; er hatte drei Töchter. 
Seinen literarischen Nachlass verwaltet die Bibliothek der Michigan State University in East Lansing.

## Rezeption
Mit seinem Roman „Salisbury Plain“ thematisierte Branson in gekonnter Weise den Bürgerkrieg zwischen 1861 und 1865 und entfachte darüber erneut kontroverse Diskussionen. 
Mit John Bent erfand Branson einen Protagonisten, der in allen seinen Kriminalromanen eine Hauptrolle spielt. 

## Werke (Auswahl)
- Salisbury Plain. A Novel. Gollancz, London 1966.
- John-Bent-Zyklus
  - I'll eat you last. Bodley Head Publ., London 1941.
  - The pricking thumb. Bodley Head Publ., London 1942.
  - The case of the giant killer. Neuaufl. Lane Books, London 1951.
  - Fearful passage. 2. Aufl. Lane Books, London 1950.
  - Last year's blood. Neuaufl. Lane Books, London 1950.
  - The leaden bubble. Lane Books, London 1949.
  - Beggar's choice. Lane Books, London 1953.